# Hymenoscyphus tetracladius
Hymenoscyphus tetracladius är en svampart som beskrevs av Abdullah, Descals & J. Webster 1981. Hymenoscyphus tetracladius ingår i släktet Hymenoscyphus och familjen Helotiaceae.   Inga underarter finns listade i Catalogue of Life.